# Монтефальконе-ди-Валь-Форторе
Монтефальконе-ди-Валь-Форторе (итал. Montefalcone di Val Fortore) — коммуна в Италии, располагается в регионе Кампания, подчиняется административному центру Беневенто.
Население составляет 1832 человека, плотность населения составляет 45 чел./км². Занимает площадь 41 км². Почтовый индекс — 82025. Телефонный код — 0824.
Покровительницей коммуны почитается Пресвятая Богородица, празднование 16 июля.